# Жданович, Анатолий Викторович
Анатолий Викторович Жданович (род. 23 декабря 1961 в Новосибирске, РСФСР, СССР) — советский биатлонист, чемпион мира 1992 года. Заслуженный мастер спорта СССР (1992).

## Спортивная карьера
Наибольшим достижением Анатолия Ждановича является победа в командной гонке в рамках чемпионата мира 1992 в родном Новосибирске, не вошедшая в программу Олимпийских игр в Альбервиле. Лучшим личным результатом является бронзовая медаль в индивидуальной гонке на 20 км на чемпионате мира 1990 в Минске.